# Rzepinko
Rzepinko – niewielkie jezioro w województwie lubuskim, w powiecie sulęcińskim, w gminie Torzym, położone na obszarze Równiny Torzymskiej, przylegające do południowych krańców wsi Boczów.
Jezioro nie jest objęte żadną formą ochrony przyrody.

## Hydronimia
Według źródeł jezioro do 1945 roku nazywane było Bottschower See. 17 września 1949 roku wprowadzono nazwę Rzepinko. Obecnie państwowy rejestr nazw geograficznych jako nazwę jeziora również podaje Rzepinko, jednocześnie podając nazwę oboczną: Jezioro Rzepinka.  W niektórych źródłach spotyka się nazwę jezioro Boczowskie. 

## Morfometria
Według danych Instytutu Meteorologii i Gospodarki Wodnej powierzchnia zwierciadła wody jeziora wynosi 13,6 ha. Średnia głębokość zbiornika wodnego to 1,6 m, a maksymalna – 3,2 m. Lustro wody znajduje się na wysokości 74,4 m n.p.m. Objętość jeziora wynosi 217,6 tys. m³. Maksymalna długość jeziora to 760 m, a szerokość 300 m. Długość linii brzegowej wynosi 2200 m.
Natomiast A. Choiński określił poprzez planimetrowanie na mapach 1:50 000 wielkość jeziora na 15,0 ha.
Według numerycznego modelu terenu udostępnionego przez Geoportal lustro wody znajduje się na wysokości 74,9 m n.p.m.
Według Mapy Podziału Hydrograficznego Polski jezioro leży na terenie zlewni czwartego poziomu Rzepia bez zlewni bezodpływowych jez.: Kręcko i Wielicko. Identyfikator MPHP to 17869.

## Zagospodarowanie
Administratorem wód jeziora jest Regionalny Zarząd Gospodarki Wodnej we Wrocławiu. Utworzył on obwód rybacki, który obejmuje wody jeziora Rzepinko wraz z wodami strugi Rzepia na odcinku 50 metrów od wypływu z jeziora (obwód rybacki jeziora Rzepinko na rzece Rzepia – nr 1). Gospodarkę rybacką na jeziorze prowadzi Polski Związek Wędkarski Okręg w Zielonej Górze. Ze względu na typologię rybacką jest to jezioro na pograniczu typu linowo-szczupakowego i sandaczowego. Jezioro zarybiane jest najczęściej narybkiem karpia, lina, szczupaka i karasia pospolitego, rzadziej do jeziora trafia również sum, węgorz oraz jaź.